# Nashville (serie televisiva)
Nashville è una serie televisiva statunitense creata da Callie Khouri e prodotta per sei stagioni dal 2012 al 2018.
La serie, con protagoniste Connie Britton e Hayden Panettiere, è incentrata sulla rivalità tra due note cantanti della musica country, la quarantenne Rayna Jaymes e l'adolescente Juliette Barnes, toccando temi familiari, sentimentali e politici sullo sfondo della città di Nashville.
Il primo episodio è stato trasmesso sul network ABC il 10 ottobre 2012, quando l'episodio pilota era già stato distribuito online su Hulu, iTunes e ABC.com. 
Il 12 maggio 2016, dopo la produzione di quattro stagioni, la ABC ha annunciato la cancellazione della serie dal suo palinsesto. Il 10 giugno 2016 i produttori hanno trovato tuttavia un accordo per proseguire la trasmissione della serie sul canale della Viacom CMT, che ne commissionò una quinta stagione. Il 10 aprile 2017, la serie viene rinnovata anche per una sesta stagione, composta da 16 episodi. Il 17 settembre 2017, viene confermato che la sesta stagione sarà anche l'ultima per la serie.

## Trama
Rayna Jaymes è un'affermata cantante sulla quarantina, considerata la "Regina della musica country". Tuttavia, il suo ultimo album non sta vendendo quanto sperato e il suo tour si sta rivelando un mezzo flop. La sua casa discografica le suggerisce di intraprendere un tour con la stella nascente del pop Juliette Barnes, giovane e sexy cantante che ha venduto milioni di copie. Ad ogni modo Juliette, vedendo Rayna come superata, rifiuta la proposta. Allo stesso tempo Rayna, che non ama lo stile musicale di Juliette, respinge un tour congiunto. Le due donne entrano così in conflitto per imporsi sul mercato discografico e ottenere il chitarrista Deacon Claybourne, ex amante e compagno di band di Rayna, per i rispettivi tour. La vita di Rayna si complica ulteriormente quando suo padre, l'uomo d'affari milionario Lamar Wyatt, convince il marito, Teddy Conrad, a correre per la carica di sindaco di Nashville.

## Episodi
| Stagione         | Episodi | Prima TV USA | Prima TV Italia |
| ---------------- | ------- | ------------ | --------------- |
| Prima stagione   | 21      | 2012-2013    | 2013-2014       |
| Seconda stagione | 22      | 2013-2014    | 2014            |
| Terza stagione   | 22      | 2014-2015    | 2015-2016       |
| Quarta stagione  | 21      | 2015-2016    | 2016            |
| Quinta stagione  | 22      | 2016-2017    | 2017            |
| Sesta stagione   | 16      | 2018         | 2019            |

## Personaggi e interpreti
- Rayna Jaymes (stagioni 1-5, guest st. 6), interpretata da Connie Britton
Superstar della musica country, la cui carriera inizia ad appannarsi.
- Juliette Barnes (stagioni 1-6), interpretata da Hayden Panettiere
Giovane e sexy cantante country, determinata a sostituire Rayna come "Regina del country".
- Scarlett O'Connor (stagioni 1-6), interpretata da Clare Bowen
Poetessa e cantautrice che Rayna assume per aiutarla a scrivere canzoni nuove. È la nipote di Deacon.
- Theodore "Teddy" Conrad (stagioni 1-3, ricorrente st. 4-5), interpretato da Eric Close
È il marito di Rayna, che vive con lo stipendio della moglie. Decide di candidarsi a sindaco con il sostegno del suocero.
- Deacon Claybourne (stagioni 1-6), interpretato da Charles Esten
Cantautore e chitarrista di Rayna, nonché suo ex amante.
- Avery Barkley (stagioni 1-6), interpretato da Jonathan Jackson
Aspirante musicista con la fama di cattivo ragazzo. È fidanzato con Scarlett.
- Gunnar Scott (stagioni 1-6), interpretato da Sam Palladio
Aspirante musicista con una cotta per Scarlett.
- Coleman Carlisle (stagione 1, ricorrente st. 2), interpretato da Robert Wisdom
Candidato sindaco e amico di Rayna.
- Lamar Wyatt (stagione 1, ricorrente st. 2), interpretato da Powers Boothe
Ricco e potente politico locale che disapprova la carriera artistica della figlia Rayna.
- Will Lexington (stagioni 2-6, ricorrente st. 1), interpretato da Chris Carmack
Aspirante musicista country, vicino di casa di Scarlett e Gunnar.
- Maddie Conrad (stagioni 2-6, ricorrente st. 1), interpretata da Lennon Stella
Figlia maggiore di Rayna e Teddy, figlia biologica di Deacon.
- Daphne Conrad (stagioni 2-6, ricorrente st. 1), interpretata da Maisy Stella
Figlia di Rayna e Teddy.
- Jeff Fordham (stagione 3, ricorrente st. 2 e 4), interpretato da Oliver Hudson
- Luke Wheeler (stagioni 3-4, ricorrente st. 2, 5 e 6), interpretato da Will Chase
- Zach Welles (stagione 5, ricorrente st. 6), interpretato da Cameron Scoggins
- Jessie Caine (stagioni 5-6), interpretata da Kaitlin Doubleday
- Brad Maitland (stagione 6, ricorrente st. 5), interpretato da Jeffrey Nordling

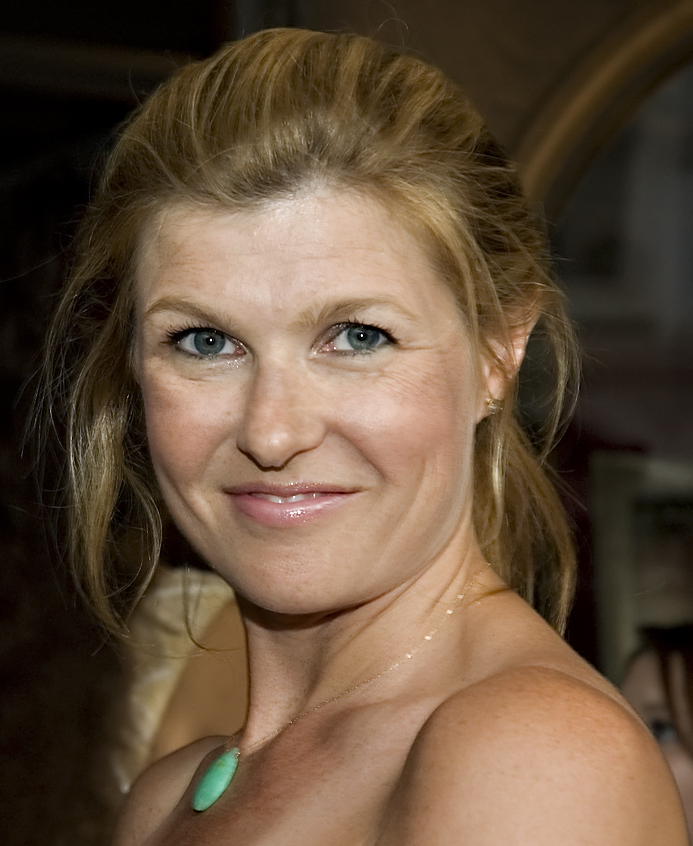
Connie Britton interpreta Rayna Jaymes
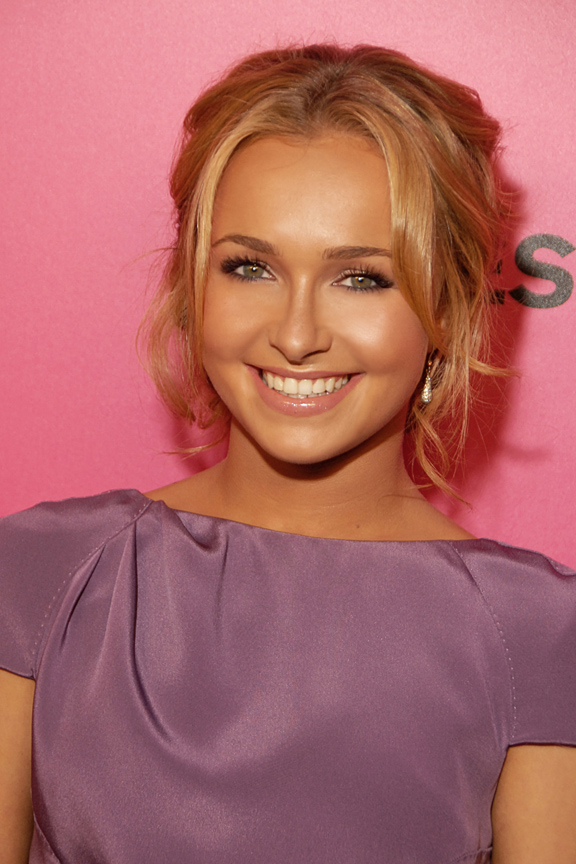
Hayden Panettiere interpreta Juliette Barnes
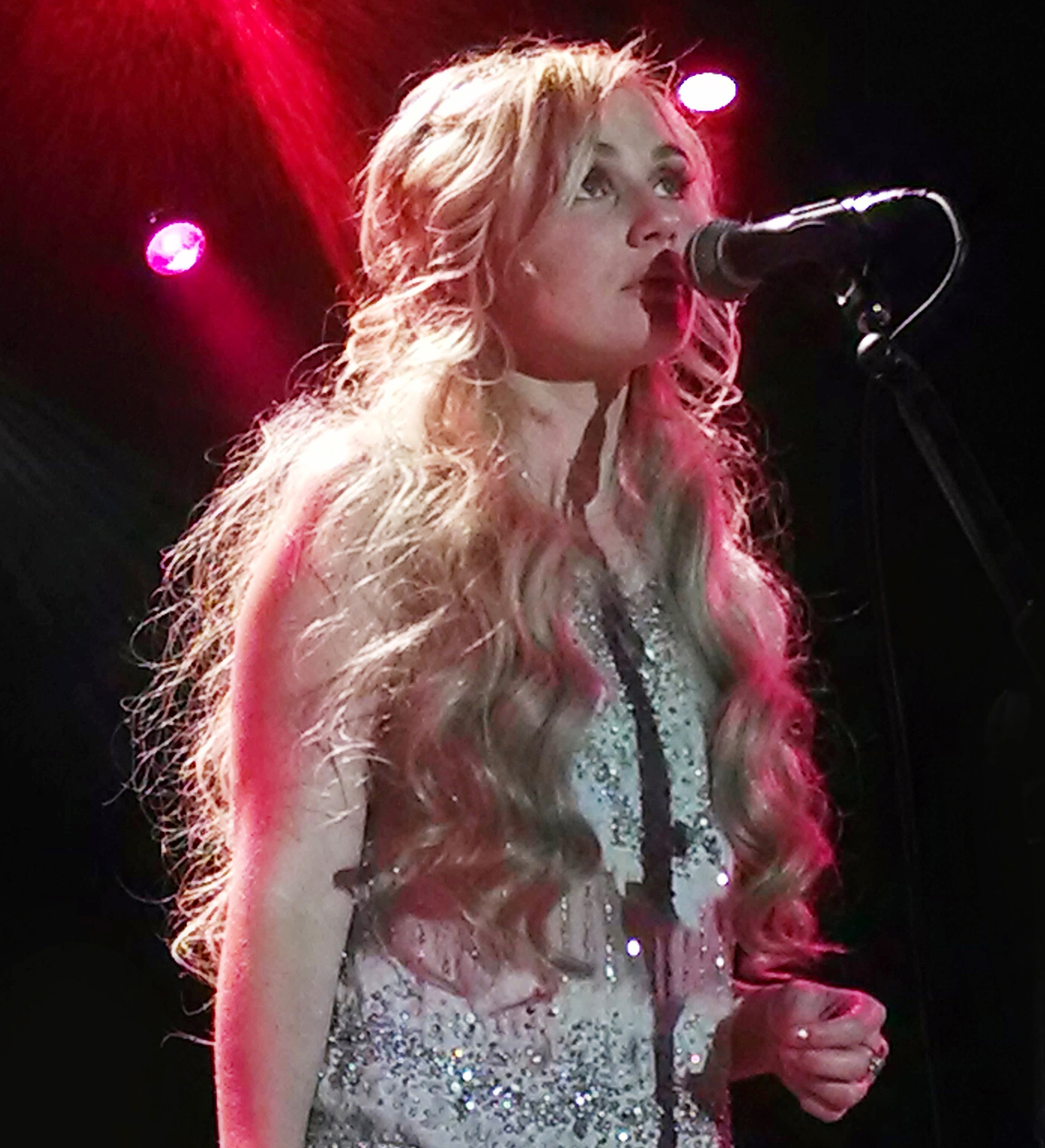
Clare Bowen interpreta Scarlett O'Connor
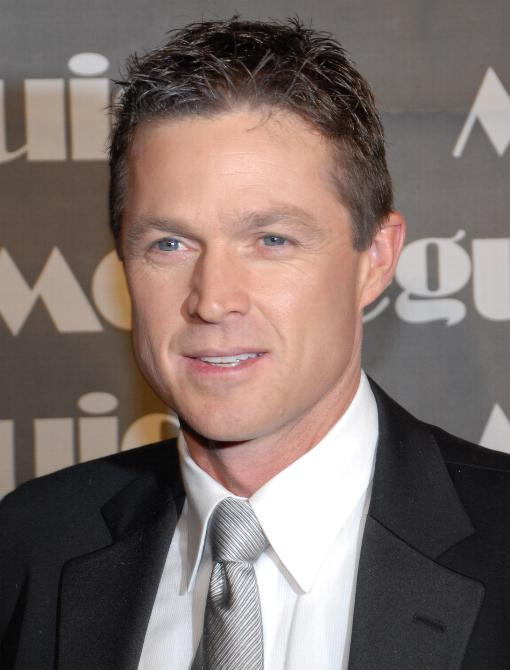
Eric Close interpreta Teddy Conrad
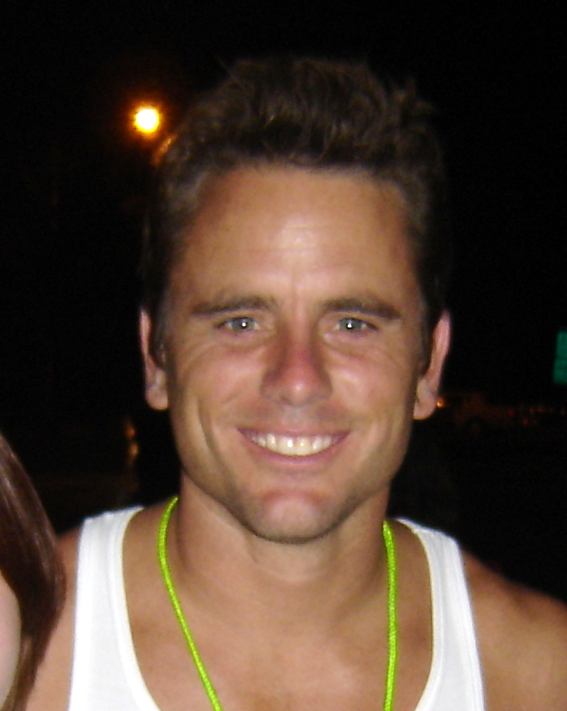
Charles Esten interpreta Deacon Claybourne
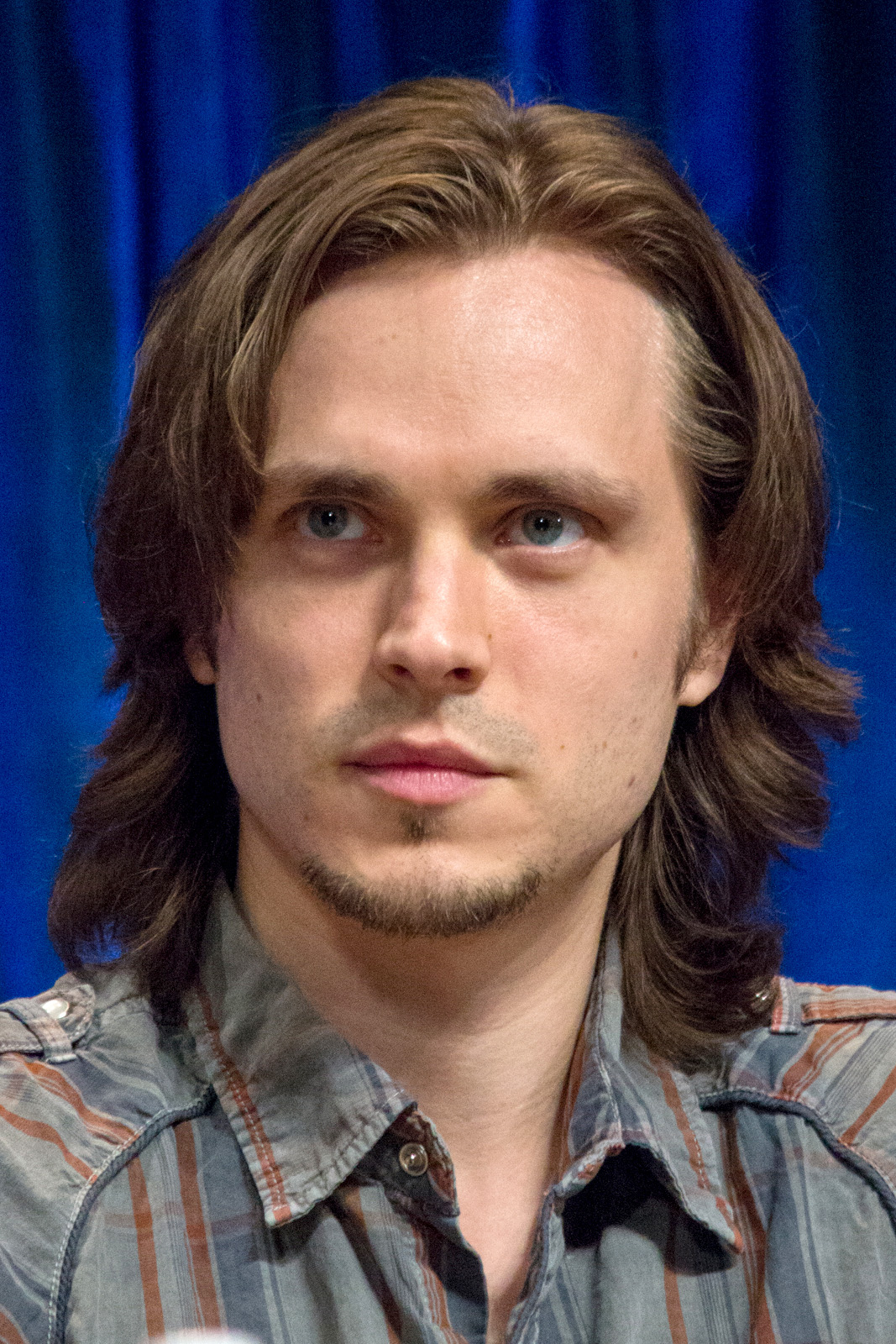
Jonathan Jackson interpreta Avery Barkley
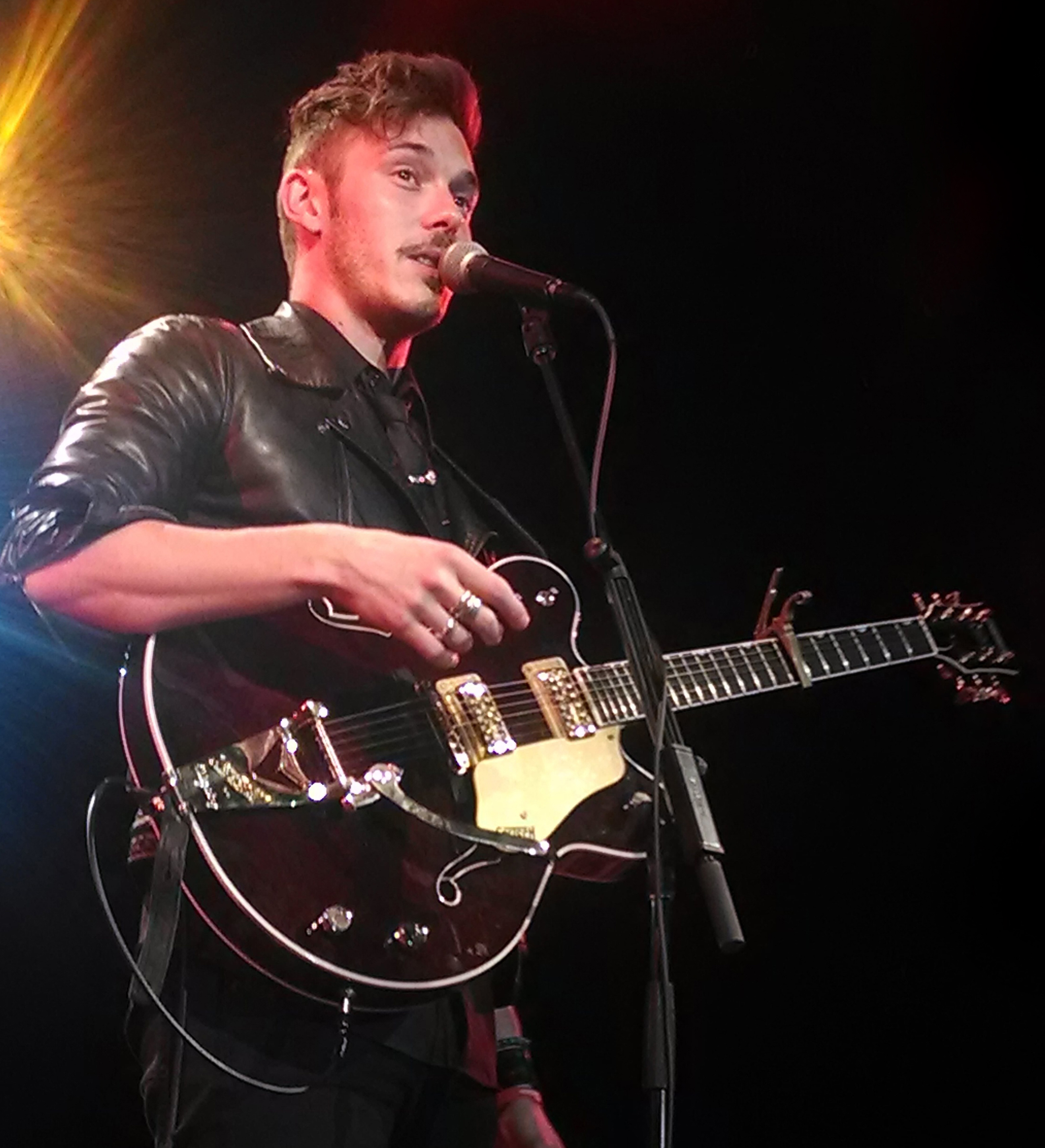
Sam Palladio interpreta Gunnar Scott
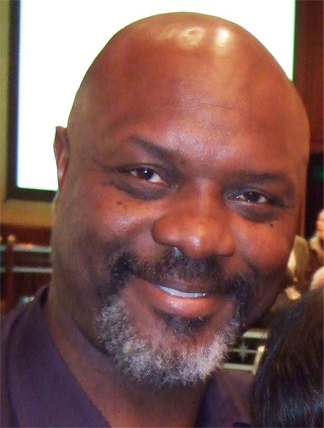
Robert Wisdom interpreta Coleman Carlisle
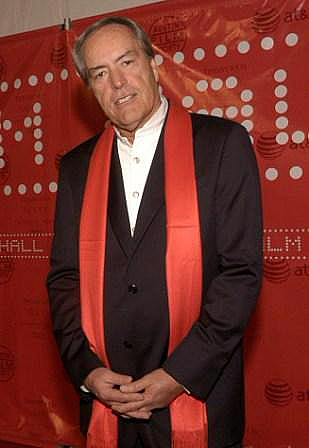
Powers Boothe interpreta Lamar Wyatt
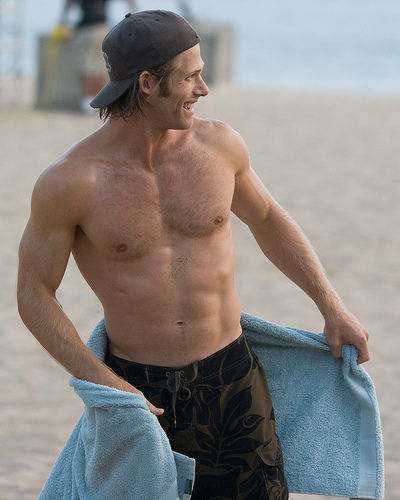
Chris Carmack interpreta Will Lexington
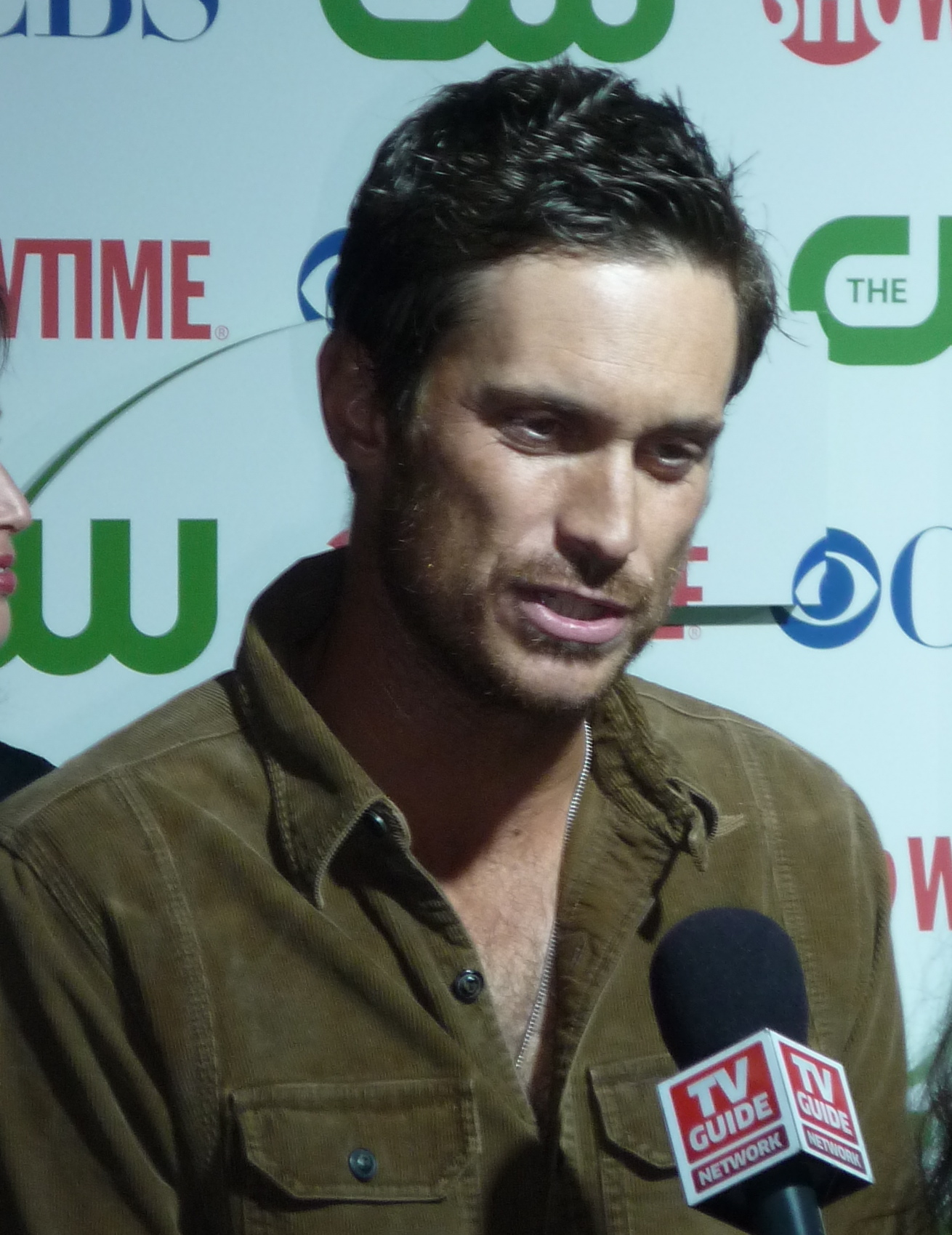
Oliver Hudson interpreta Jeff Fordham
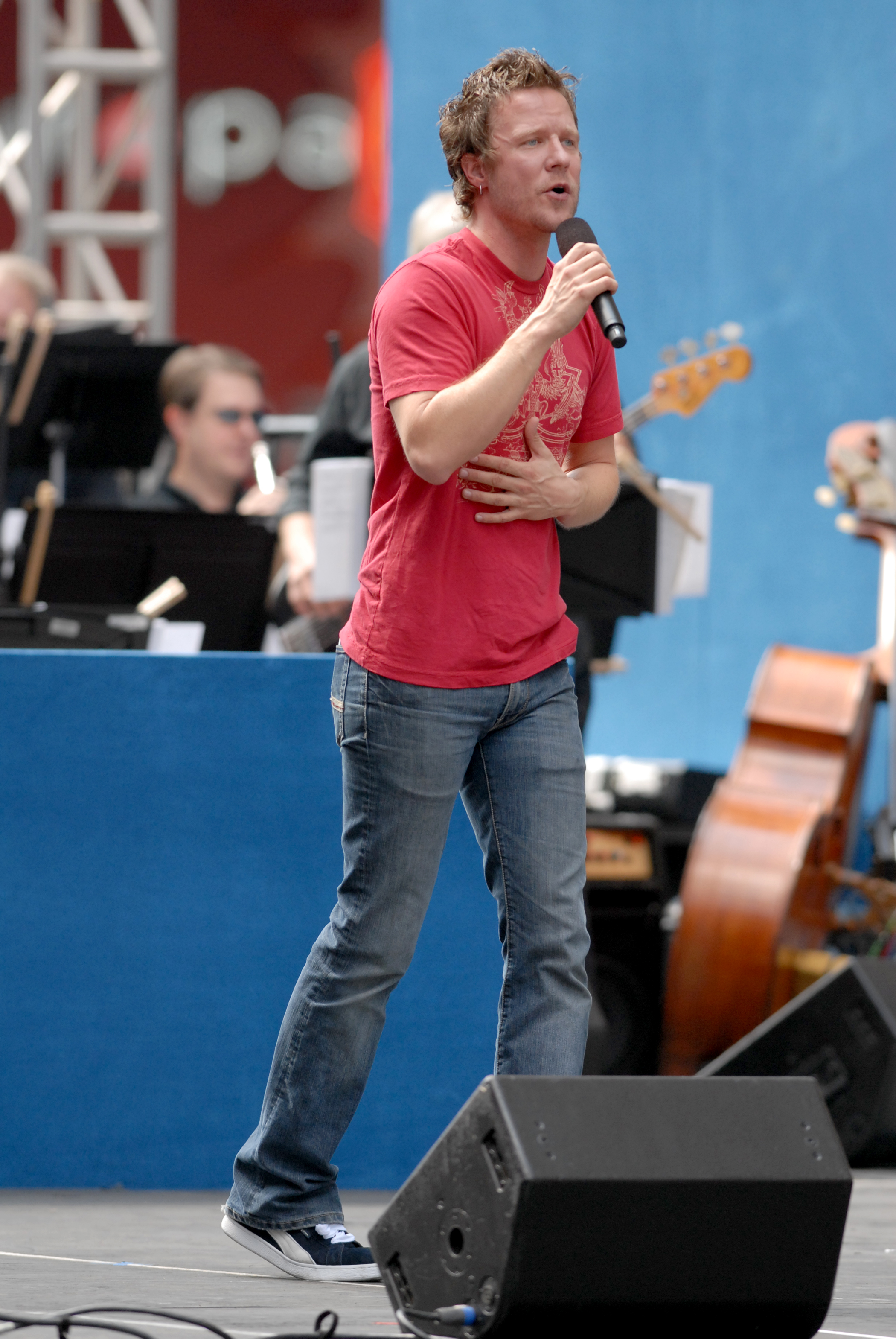
Will Chase interpreta Luke Wheeler

## Personaggi ricorrenti
- Tandy Hampton (stagione 1-4), interpretata da Judith Hoag
- Glenn Goodman (stagione 1-6), interpretato da Ed Amatrudo
- Bucky Dawes (stagione 1-6), interpretato da David Alford
- Emily (stagione 1-6), interpretata da Kourtney Hansen
- Bo (stagione 1-6), interpretato da Melvin Ray Kearney II
- Jolene Barnes (stagione 1, 3, 5-6), interpretata da Sylvia Jefferies
- Margaret "Peggy" Kenter (stagione 1-2), interpretata da Kimberly Williams-Paisley
- Liam McGuinnis (stagione 1-2), interpretato da Michiel Huisman
- Dante Rivas (stagione 1), interpretato da Jay Hernandez
- Layla Grant (stagione 2-4), interpretata da Aubrey Peeples
- Zoey Dalton (stagione 2-4), interpretata da Chaley Rose
- Beverly O'Connor (stagione 2-4), interpretata da Dana Wheeler-Nicholson
- Colt Wheeler (stagione 2-4), interpretato da Keean Johnson
- Charles Wentworth (stagione 2), interpretato da Charlie Bewley
- Brent McKinney (stagione 2), interpretato da Derek Krantz
- Megan Vannoy (stagione 2), interpretata da Christina Chang
- Sadie Stone (stagione 3), interpretata da Laura Benanti
- Kevin Bicks (stagione 3-5), interpretato da Kyle Dean Massey
- Pam (stagione 3-4), interpretata da Brette Taylor
- Noah West (stagione 3-4), interpretato da Derek Hough
- Hallie Jordan (stagione 5-6), interpretata da Rhiannon Giddens
- Ashley Wilkenson (stagione 5), interpretata da Bridgit Mendler
- Clay (stagione 5), interpretato da Joseph David-Jones

## Riconoscimenti
La serie ha vinto un Critics' Choice Television Award nella categoria "Most Exciting New Series" e ha ottenuto quattro candidature ai Satellite Awards 2012. Le interpreti principali della serie sono state entrambe candidate al Golden Globe 2013, la Britton nella categoria miglior attrice in una serie drammatica e la Panettiere nella categoria miglior attrice non protagonista in una serie.